# Nicole Anouilh
Nicole Anouilh (1927-París, 23 de febrero de 2007) fue una actriz, dramaturga y escritora francesa, esposa del dramaturgo Jean Anouilh con quien colaboró activamente.
Anouilh produjo varias obras de teatro bajo los seudónimos de Claude Vincent, Nicole Lançon y Charlotte Chardon, antes de girar hacia la adaptación de otras obras y la escritura con su marido. Graduado de inglés, colaboró en la adaptación de piezas anglosajonas de William Shakespeare, Oscar Wilde (La importancia de llamarse Ernesto) o Graham Greene (El amante complaciente).
También incursionó como directora de escena con Monsieur Barnett, Le Voyageur sans bagage, Romeo y Julieta, Antígona y La Foire d'empoigne de Jean Anouilh, y La Poube de Israël Horovitz.
Es la abuela materna de la actriz Gwendolyn Hamon. 

## Teatro
- 1956: Pauvre Bitos de Jean Anouilh bajo el nombre de Charlotte Chardon en el théâtre Montparnasse.
- 1960: Tartuffe de Molière bajo el nombre de Nicole Lançon en el Teatro de los Campos Elíseos.
- 1960: Le Songe du Critique de Jean Anouilh bajo el nombre de Nicole Lançon en el Teatro de los Campos Elíseos.

## Adaptaciones y traducciones
- William Shakespeare: Como gustéis, Noche de reyes, Cuento de invierno con Jean Anouilh, ed. La Table Ronde, 1952.
- Oscar Wilde: Il est important d'être aimé con Jean Anouilh, bajo el nombre de Claude Vincent; espectáculo presentado en el Teatro de los Campos Elíseos en 1954.
- Hans-Otto Meissner: L'Expédition ou la Guerre  dans l'honneur, ed. La Table Ronde, 1972.

## Escenificaciones
- 1966: La Polka des lapins de Tristan Bernard, théâtre Édouard VII.
- 1966: Le Voyageur sans Bagage de Jean Anouilh, théâtre des Mathurins.
- 1974: La Chasse au dahut de Franck Hamon, théâtre de l'Athénée.
- 1975: Antigone de Jean Anouilh, théâtre des Mathurins.
- 1976: Lucienne et le boucher de Marcel Aymé, théâtre Saint-Georges.
- 1977: Vive Henri IV ! ou la Galigaï de Jean Anouilh, théâtre de Paris.
- 1988: La Foire d'empoigne de Jean Anouilh, théâtre de la Madeleine.